# István Medgyaszay
István Medgyaszay (roz. Benkó) (23. srpna 1877 Budapešť, Rakousko-Uhersko – 29. dubna 1959 Budapešť, Maďarsko) byl maďarský architekt, autor odborné literatury. Patřil mezi významné maďarské secesní architekty. Ve své tvorbě čerpal z lidové, především ze Sedmihradské architektury. Inspiroval se i uměním dálného východu, a tyto motivy ztvárnil za pomocí ve své době revolučního materiálu, železobetonu.

## Biografie

### Život a dílo

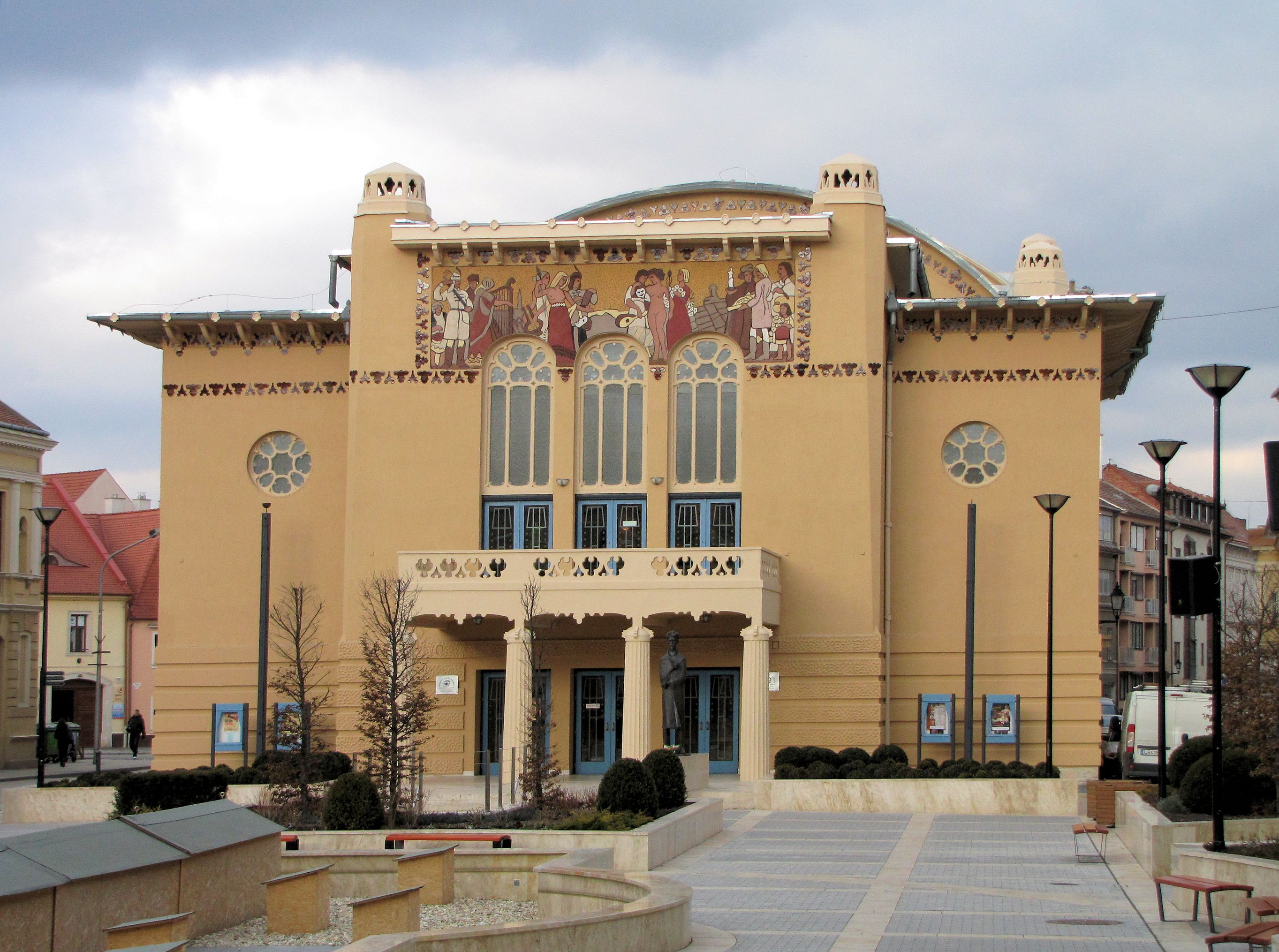
Divadlo v Soproni, Medgyaszayova práce

Své příjmení Medgyaszay přijal až později po své babičce, Kornélii Medgyaszay. Jeho otec, Károly Benkó (1837 - 1893) byl zedník a stavitel. Ödön, jeho mladší bratr, zemřel v mladém věku, starší bratr Gyula Medgyaszay se stal architektem.
V letech mezi 1893 a 1896 studoval na Státní průmyslové škole v Budapešti obor stavebnictví, následně rok pracoval v ateliéru u Imricha Francseka. Odmaturoval v roce 1898, v dalším roce pracoval ve Vídni, pak se tam přihlásil na Akademii výtvarných umění a současně na Vídeňskou technickou univerzitu. (K. K. Technische Hochschule). Studoval u Otto Wagnera, silný vliv měl na něj i Ödön Lechner. Po dvou letech, v roce 1902 přestoupil na technickou univerzitu v Budapešti. Za svůj návrh Národního panteonu získal v roce 1903 cenu Akademia Gundel. Autorizovaným architektem se stal v 1904 na Budapešťské technické univerzitě. Medgyeszay od roku 1904 procestoval jednotlivé regiony Uherska, Francie, Švýcarska a Německa, a zkoumal charakteristické znaky místního folklóru. Jeho cestopisy se objevily v I. a II. svazku knihy: "A magyar nép művészete" - Umění maďarského lidu od D. Malonyaiho.
V té době celou Evropu dobyla z lidového folklóru čerpající secese a její anglická podoba "art nouveau", která přinesla nový způsob tvorby interiérů s charakteristickými ornamenty. V Maďarsku to znamenalo inspiraci z lidové ornamentiky s ohledem na její nápaditost a tvarosloví. Takto se stala secese kolébkou typické maďarské architektury.
Medgyaszay byl mezi prvními, kteří poukazovali na estetické nedostatky tehdejší železobetonové architektury. V roce 1908 se uskutečnila jeho slavná přednáška ve Vídni: Umělecké řešení architektury železobetonu. Poukázal na řešení konstrukcí nově postaveného divadla: montované nové konzoly balkonů, ornamentální stropy, pergoly, držáky svítidel, moderní hlavice.
V roce 1911 zkoumal starověké kulturní památky na pobřeží řeky Nil v Egyptě a Súdánu. Roku 1915 se dobrovolně přihlásil na vojenskou službu a sloužil na frontě, v témže roce se oženil s Gabrielou Matrinovichou. Narodily se jim tři dcery.
Od roku 1927 byl soukromým docentem na technické univerzitě. Byl jedním z předsedů Maďarsko-indické společnosti (Magyar-Indianu Társaság). V roce 1932 také odcestoval do Indie, kde hodně čerpal z pravěké východní architektury.

## Tvorba

### Nejznámější díla
- 1929 Muzeum v Bombaji, Indie
- 1907 Přestavba Veszprémskeho divadla
- 1909 Stropní konstrukce Sopronského divadla
- 1926 Divadlo v Nagykanizse
- 1904 Ateliér, Gödöllő
- 1912-1913 Kostel v Hurbanovu
- 1912 Kostel v Šimandě
- 1912 Královský palác, Sofie, Bulharsko
- 1909 Škola v Mosě
- 1945 Projekt hotelu Citadella
- 1938 Činžovní dům v Budapešti, ulice Attily Józsefa 12.
- 1908 Kostel v Muli
- 1930 Obecní úřad v Mezokovesdi
- 1931 Kostel v Balatonalmádi
- 1928 Nájemní domy, ulice XII. János Kiss altábornagy 55-59
- 1902-1903 Návrh národního pantheonu na vrchu Gellért-hegy v Budapešti.

Interiéry:
- 1906 Maďarský pavilon na milánské světové výstavě
- 1908 Vstupní místnost Veszprémskeho divadla
- 1918 Hlavní pavilon výstavy vojenských exponátů na Margaretině ostrově.

### Secese naSlovenskuv tvorbě Istvána Medgyaszaye
Na Slovensku je poměrně málo secesních sakrálních architektonických památek. Do tohoto nevelkého počtu staveb z prvního desetiletí 20. století patří dva kostely nacházející se v jižní oblasti Slovenska. Jedním z nich je římskokatolický kostel svaté Alžběty v Mule z roku 1910, druhým je římskokatolický kostel svatého Ladislava v Hurbanově z let 1912–1913.